# Crollo del Rana Plaza di Savar
Il crollo del Rana Plaza è stato un cedimento strutturale avvenuto il 24 aprile 2013, quando un edificio commerciale di otto piani crollò a Savar, un sub-distretto nella Grande Area di Dacca, capitale del Bangladesh. Le operazioni di soccorso e ricerca si sono concluse il 13 maggio con 1.134 vittime. Circa 2.515 feriti furono estratti vivi dal palazzo. È considerato il più grave incidente mortale avvenuto in una fabbrica tessile nella storia, così come il più letale cedimento strutturale accidentale nella storia umana moderna.
L'edificio conteneva alcune fabbriche di abbigliamento, una banca, appartamenti e numerosi altri negozi. Nel momento in cui sono state notate delle crepe sull'edificio, i negozi e la banca ai piani inferiori sono stati chiusi, mentre l'avviso di evitare di utilizzare l'edificio è stato ignorato dai proprietari delle fabbriche tessili. Ai lavoratori fu infatti ordinato di tornare il giorno successivo, giorno in cui l'edificio ha ceduto, collassando durante le ore di punta della mattina.

## Premesse

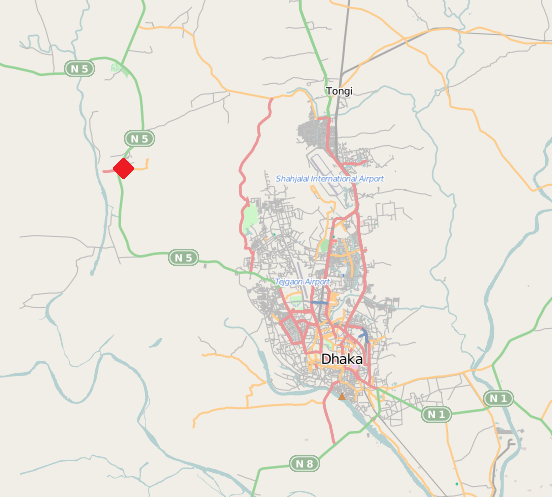
Luogo in cui si è verificato il crollo

L'edificio, Rana Plaza, era di proprietà di Sohel Rana, ritenuto un membro di spicco della locale Jubo League, l'ala giovanile del partito politico della Lega Popolare Bengalese. La struttura ospitava una serie di fabbriche di abbigliamento che impiegavano circa 5.000 persone, diversi negozi e una banca. Le fabbriche realizzavano abbigliamento per marchi quali: Adler Modemärkte, Auchan, Ascena Retail, Benetton, Bonmarché, Carrefour, Camaïeu, C&A, Cato Fashions, Cropp (LPP), El Corte Inglés, Grabalok, Gueldenpfennig, H&M, Inditex(Zara, Bershka, Pull and Bear, Oysho, Stradivarius), Joe Fresh, Kik, Loblaws, Mango, Manifattura Corona, Mascot, Matalan, NKD, Premier Clothing, Primark, Sons and Daughters (Kids for Fashion), Texman (PVT), The Children’s Place (TCP) e Walmart.
Il capo del servizio antincendio e della Protezione Civile bengalese, Ali Ahmed Khan, disse che i quattro piani superiori erano stati costruiti senza permesso. L'architetto del Rana Plaza, Massoud Reza, affermò che l'edificio era stato progettato per ospitare solo negozi e uffici, ma non fabbriche. Altri architetti hanno sottolineato i rischi legati al collocare fabbriche all'interno di un edificio progettato solo per negozi e uffici, poiché la struttura non era potenzialmente abbastanza forte per sopportare il peso e le vibrazioni di macchinari pesanti.
Mezzi di informazione del Bangladesh hanno riferito che gli ispettori avevano scoperto crepe nell'edificio il giorno prima del crollo e ne avevano chiesto l'evacuazione e la chiusura. I negozi e la banca ai piani inferiori furono immediatamente chiusi, ma i lavoratori tessili sono stati costretti a tornare il giorno seguente, dato che il padrone dello stabile aveva dichiarato l'edificio sicuro. I manager della Ether Tex minacciarono addirittura di trattenere un mese di stipendio ai lavoratori che avessero rifiutato di tornare al lavoro.

## Crollo e soccorsi

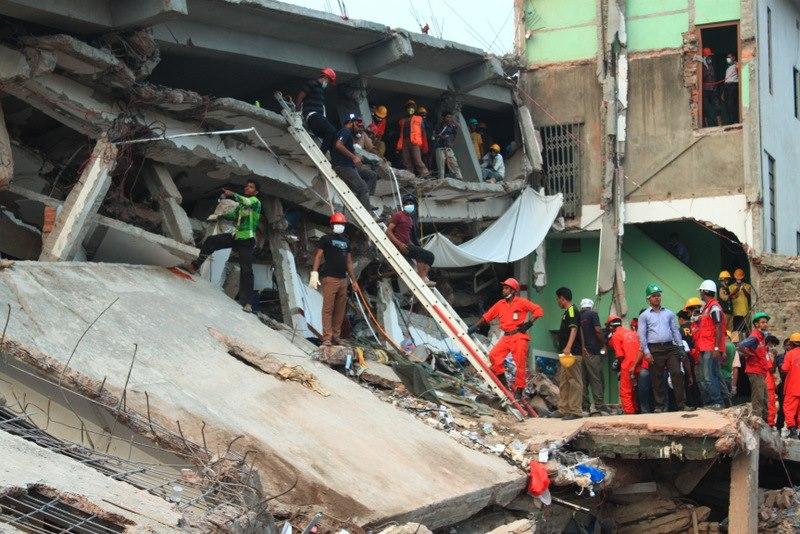
Soccorsi tra le rovine del Rana Plaza

L'edificio crollò alle 8:45 circa, lasciando intatto solo il piano terra. Il presidente dell'Associazione bengalese dei manufattori ed esportatori ha confermato che 3.122 operai erano presenti nell'edificio al momento del crollo. Un residente locale ha descritto la scena come si fosse trattato di un terremoto. Poche ore dopo il crollo, le Nazioni Unite hanno offerto di inviare squadre di soccorso di esperti con i cani, micro-telecamere e altre attrezzature, ma l'offerta è stata rifiutata dalle autorità di Dacca.
Uno dei siti web dei produttori di abbigliamento indicava che più della metà delle vittime erano donne, insieme a un certo numero dei loro figli che erano negli asili-nido aziendali presenti all'interno dell'edificio. Il ministro per la casa, Muhiuddin Khan Alamgir, confermò che l'esercito, il personale dei vigili del fuoco, la polizia e il Rapid Action Battalion (unità anti-crimine ed anti-terrorismo) stavano provvedendo alle operazioni di salvataggio. 
Una giornata di lutto nazionale fu proclamata per il 25 aprile. L'8 maggio un portavoce dell'esercito, Mir Rabbi, riferì che l'esercito avrebbe continuato a recuperare altri corpi dalle macerie almeno per un'altra settimana. Il 10 maggio, 17 giorni dopo il crollo, fu salvata, quasi illesa, dalle macerie una donna di nome Reshma.

## Reazioni

### Bangladesh

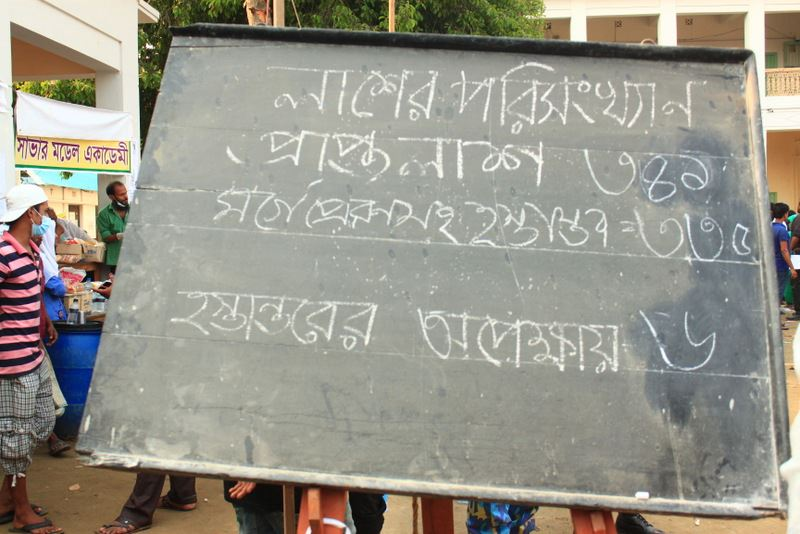
Lavagna con l'elenco delle vittime (341 morti al momento dello scatto)

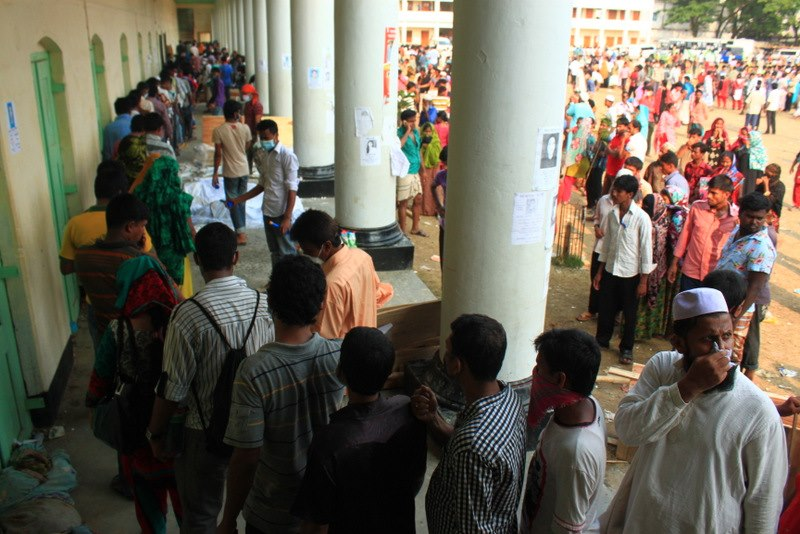
Parenti delle vittime di Savar in fila per il riconoscimento all'obitorio

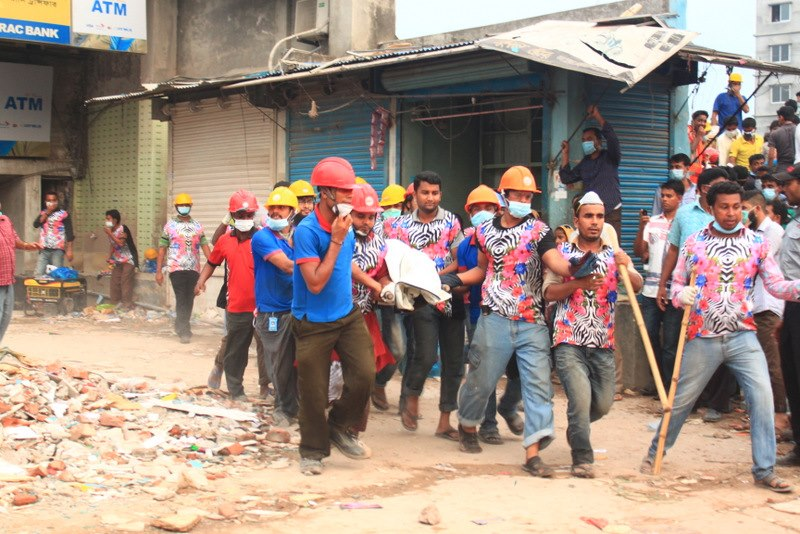
Gli stessi operai sopravvissuti hanno partecipato alle operazioni di soccorso

Il giorno dopo il crollo dell'edificio Rana Plaza, l'autorità di sviluppo della città di Dacca ha intentato una causa contro i proprietari dell'edificio e le cinque fabbriche di abbigliamento che operavano al suo interno. Lo stesso giorno, decine di sopravvissuti furono scoperti tra le rovine dell'edificio. Anche se in un primo momento il Primo Ministro Sheikh Hasina aveva negato l'appartenenza della famiglia Rana alla Jubo League, dopo intense critiche ordinò l'arresto di Sohel Rana e dei quattro proprietari delle fabbriche di abbigliamento operanti nel palazzo. Sohel Rana, in un primo momento latitante, venne arrestato il 28 aprile a Benapole, nel Distretto di Jessore nel Bangladesh occidentale, sul confine indo-bengalese.
Due giorni dopo il crollo dell'edificio, i lavoratori tessili delle zone industriali di Dacca, Chittagong e Gazipur hanno dato luogo ad insurrezioni, prendendo di mira veicoli, edifici commerciali e fabbriche di abbigliamento. Il giorno dopo, i partiti politici di sinistra e il Partito Nazionalista del Bangladesh hanno chiesto l'arresto e il processo dei sospettati e l'istituzione di una commissione indipendente per identificare le fabbriche pericolose. 
Il 1º maggio, Festa del lavoro, i lavoratori protestarono e sfilarono a migliaia attraverso il centro di Dacca per chiedere condizioni di lavoro più sicure e la pena di morte per il proprietario del Rana Plaza. Una settimana dopo, centinaia di superstiti hanno bloccato una strada principale per chiedere maggiori salari, mentre le vittime del crollo salivano a oltre 700 morti. I funzionari governativi locali riferirono di essere in trattative con l'Associazione dei produttori ed esportatori del Bangladesh per pagare gli stipendi in sospeso, più altri tre mesi. Dopo che i funzionari hanno promesso ai lavoratori sopravvissuti che sarebbero presto pagati, questi hanno concluso la loro protesta. L'associazione ha quindi compilato un elenco dei dipendenti sopravvissuti. Il giorno dopo, 18 industrie di abbigliamento, di cui 16 a Dacca e 2 a Chittagong, sono state chiuse. Il Ministro per l'industria tessile, Abdul Latif Siddique, ha detto ai giornalisti che sarebbero state chiuse ancora più fabbriche nell'ambito di rigorose nuove misure per garantire la sicurezza.
Il 5 giugno la polizia ha aperto il fuoco su centinaia di ex lavoratori e di parenti delle vittime del crollo, che protestavano per chiedere gli arretrati e i risarcimenti promessi dal governo e dall'associazione dei produttori. Il 10 giugno sette ispettori sono stati sospesi e accusati di negligenza, per aver rinnovato le licenze alle fabbriche di abbigliamento nell'edificio crollato.
Il 22 settembre, almeno 50 persone sono rimaste ferite quando la polizia ha sparato proiettili di gomma e gas lacrimogeni contro una folla di manifestanti che bloccavano le strade di Dacca e che chiedevano un salario minimo di circa 100 dollari (8.114 taka) al mese. Nel mese di novembre, una fabbrica di Gazipur, che riforniva compagnie occidentali, sarebbe stata bruciata dai lavoratori che protestavano dopo aver sentito alcune voci sulla morte di un collega durante il conflitto a fuoco con la polizia.
Nel marzo 2014, l'Alta Corte ha concesso una cauzione di sei mesi al proprietario del Rana Plaza, Sohel Rana. Tale decisione ha provocato la reazione rabbiosa da parte dei capi dei sindacati. Tuttavia, Rana non è stato liberato dal carcere, essendo in attesa di un altro processo.

### Critica in tutto il mondo

#### I politici
Nick Clegg, vice premier britannico e leader dei Liberal Democratici britannici ha commentato che: "... c'è da fare di più che parlare di quello che succede dietro le quinte e le persone dovrebbero pensare a questa terribile catastrofe".
Michael Connarty, parlamentare del Partito Laburista, ha chiesto al governo britannico di approvare una nuova legislazione per porre fine alla quotidiana moderna schiavitù, costringendo le grandi aziende del Regno Unito a verificare le loro filiere produttive. Il disegno di legge chiederà alle aziende di effettuare forti controlli per garantire che il lavoro non sia equiparato alla schiavitù nei paesi del terzo mondo, per produrre i beni in vendita nel Regno Unito.
Karel De Gucht, Commissario europeo per il commercio, ha avvertito che i rivenditori e il governo del Bangladesh potrebbero essere sanzionati dall'UE, se non si fosse fatto nulla per migliorare le condizioni dei lavoratori, aggiungendo anche che gli acquirenti dovrebbero anche pensare a dove stanno spendendo i loro soldi.
Il 1º maggio, Papa Francesco ha condannato le condizioni di lavoro in fabbrica: "Un titolo che mi ha colpito il giorno della tragedia in Bangladesh è stato: 'Vivere su 38 euro al mese'. Questo è quanto venivano pagati gli operai morti. Questa è schiavitù. Oggi nel mondo questa schiavitù è un crimine commesso nei confronti di qualcosa di bello che Dio ci ha dato: la capacità di creare, di lavorare, di avere dignità. Quanti fratelli e sorelle si trovano in questa situazione! Non pagare abbastanza, non dando un lavoro perché si sta pensando solo ai bilanci, solo guardando a come realizzare un profitto, va contro Dio!".

#### Gruppi di difesa
Human Rights Watch ha manifestato preoccupazione per il numero delle tragedie nelle fabbriche in Bangladesh: ci sono stati numerosi incidenti nel paese negli ultimi dieci anni, compreso l'incendio del 2012 a Dacca.
Industrial Global Union, la federazione sindacale mondiale che rappresenta i sindacati dei lavoratori tessili di tutto il mondo, ha lanciato una campagna online a sostegno dei sindacati del Bangladesh al fine di chiedere la riforma del diritto del lavoro bengalese. La campagna, supportata dalla rivista Start Labour, propone cambiamenti nella legge sia per agevolare l'organizzazione dei sindacati dei lavoratori sia per migliorare le condizioni di salute e sicurezza nel lavoro.
Il 27 aprile, un gruppo di manifestanti ha circondato il negozio della catena di abbigliamento Primark a Oxford Street a Londra. Parlando fuori dal negozio, Murray Worthy, leader del gruppo "War on Want", ha detto: "Siamo qui per mandare un messaggio chiaro a Primark: i 300 morti nel crollo dell'edificio in Bangladesh non sono stati un incidente; erano morti del tutto evitabili. Se Primark si fosse assunta una seria responsabilità di quei lavoratori, nessuno sarebbe morto questa settimana".
Nel settembre 2013, l'Istituto per il lavoro globale e i diritti umani ha istituito un fondo che ha raccolto 26.000 dollari a favore del soccorso dei lavoratori, per i lavoratori infortunati e familiari superstiti.

#### Consumatori
Decine di consumatori negli Stati Uniti hanno denunciato le condizioni di lavoro insicure presenti in fabbrica. La gente ha protestato anche contro rivenditori che, pur non avendo alcuna connessione con l'edificio crollato, erano noti per aver utilizzato fabbriche situate in Bangladesh.

#### Risposta dell'industria della moda

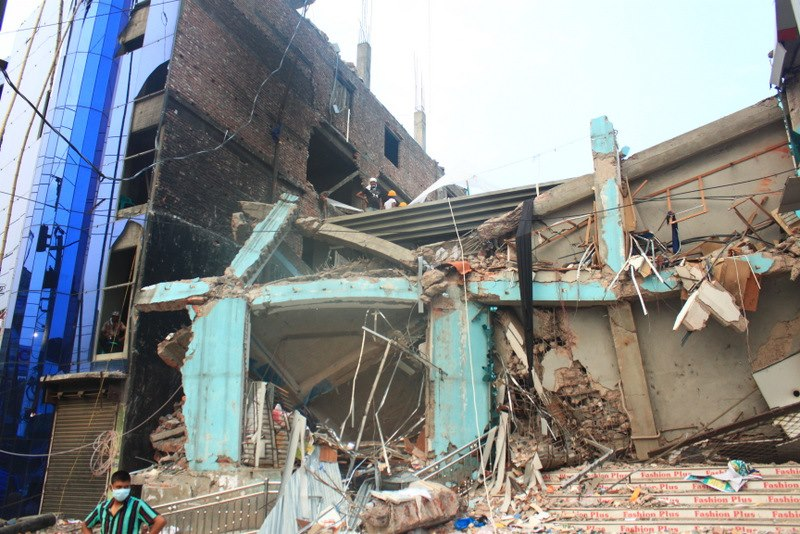
L'edificio collassato

Durante la riunione dei rivenditori e ONG organizzata una settimana dopo il crollo, è stato discusso l'Accordo sulla sicurezza delle fabbriche e delle costruzioni in Bangladesh, fissando il termine del 16 maggio per la sottoscrizione. L'accordo ripropone un precedente accordo firmato dalla statunitense PVH (che possiede il marchio Calvin Klein) e rivenditore tedesco Tchibo.
Walmart, insieme ad altre 14 aziende del Nord America, ha rifiutato di firmare l'accordo. Dal 23 maggio 2013, trentotto aziende hanno firmato l'accordo. In effetti, Walmart, JC Penney e alcuni attivisti sindacali avevano già considerato di raggiungere un accordo per migliorare la sicurezza nelle fabbriche bengalesi già nei due anni precedenti; tuttavia nel 2011, Walmart aveva poi respinto le riforme che avrebbero costretto i rivenditori ad imporre un prezzo di vendita più alto per aiutare a migliorare gli standard di sicurezza delle fabbriche del Bangladesh.
Il 10 luglio 2013, un gruppo di 17 grandi rivenditori del Nord America, tra cui Walmart, Gap, Target e Macy, ha annunciato un piano per migliorare la sicurezza delle fabbriche in Bangladesh, attirandosi le critiche immediate da parte dei gruppi di lavoro che si lamentavano che il progetto proponeva clausole meno rigorose rispetto all'accordo raggiunto tra le imprese europee. Diversamente dall'accordo dei rivenditori europei, in tale piano infatti mancano gli impegni giuridicamente vincolanti per finanziare i miglioramenti proposti.
Dov Charney, fondatore e amministratore delegato di American Apparel, durante un'intervista su Vice.tv, ha criticato duramente il trattamento dei lavoratori poveri nei paesi in via di sviluppo, riferendosi ad esso come "lavoro schiavo". Charney ha proposto un "salario globale minimo per i lavoratori tessili" ed ha descritto in dettaglio molti moderni meccanismi interni delle cosiddette "industrie di pronto moda" e delle loro pratiche commerciali, che portano a pericolose condizioni di lavoro come a Savar.

## Risarcimento alle vittime

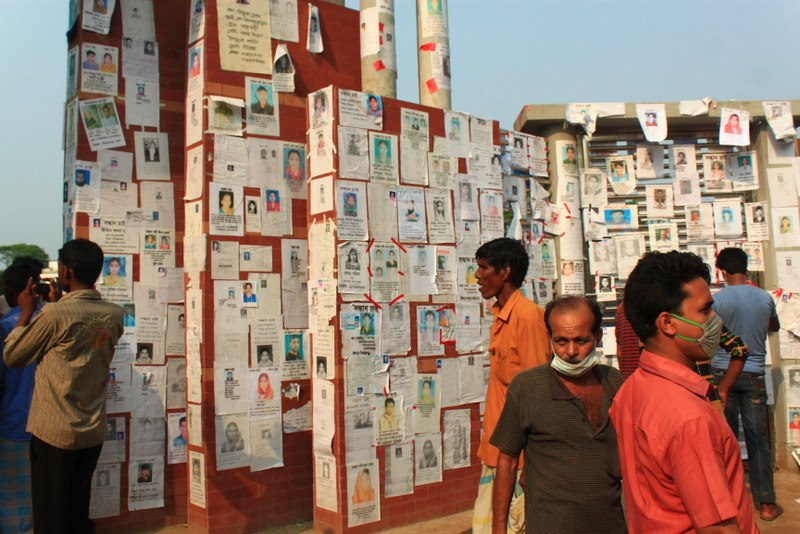
Annunci affissi dai parenti dei lavoratori scomparsi

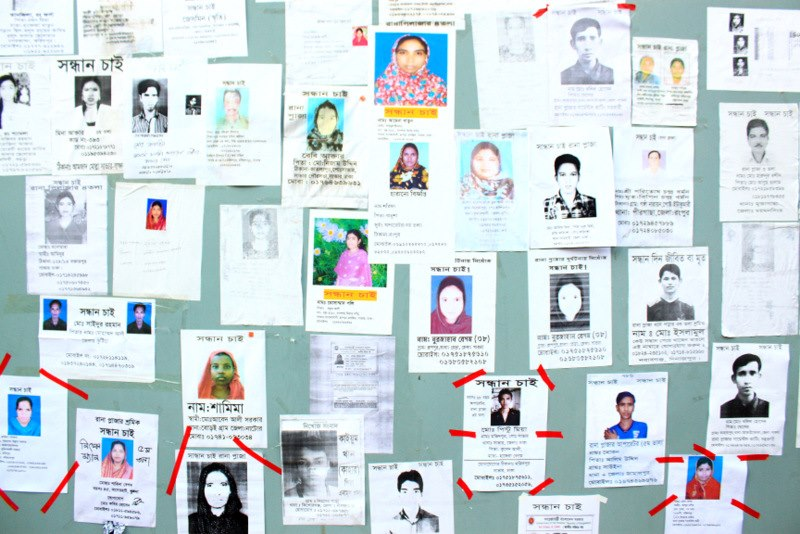
Lavoratori dispersi

A metà settembre 2013, le compensazioni alle famiglie delle vittime del disastro erano ancora in discussione, con molte famiglie che lottavano per sopravvivere dopo aver perso l'unica fonte di reddito. Primark ha concesso un risarcimento di 200 dollari solo alle famiglie che sono state in grado di fornire la prova del DNA della morte di un parente nel crollo: la cosa si è rivelata estremamente difficile, nonostante il governo degli Stati Uniti abbia fornito i kit del DNA alle famiglie delle vittime.
Dei 29 marchi identificati come aventi i prodotti provenienti dalle fabbriche del Rana Plaza, solo 9 hanno partecipato alle riunioni tenutesi nel novembre 2013 per concordare una proposta di risarcimento alle vittime. Diverse aziende si sono rifiutate di firmare, compresi Walmart, Carrefour, Mango, Auchan e Kik. L'accordo è stato firmato da Primark, Loblaw, Bonmarche e El Corte Inglés. Nel marzo del 2014, solo 7 dei 29 marchi avevano contribuito a finanziare il fondo fiduciario dei donatori del Rana Plaza, sostenuto dalla Organizzazione internazionale del lavoro.

## Effetti internazionali
Il crollo dell'edificio di Savar ha portato a diffuse discussioni circa la responsabilità sociale delle imprese attraverso le catene globali di fornitura. Sulla base di un'analisi dell'incidente di Savar, Wieland e Handfield (2013) hanno suggerito che le aziende devono controllare i prodotti e i fornitori e che l'auditing dei fornitori deve andare al di là dei rapporti diretti con i fornitori di primo livello. Essi dimostrano anche che la visibilità deve essere migliorata se l'offerta non può essere controllata direttamente e che le tecnologie intelligenti ed elettroniche giocano un ruolo chiave per migliorare la visibilità. Infine, evidenziano che la collaborazione con i partner locali, in tutto il settore e con le università, è fondamentale per gestire con successo la responsabilità sociale nelle catene di approvvigionamento.

## Premio World Press Photo 2014
Nel 2014 sono stati assegnati due premi World Press Photo ad altrettante fotografie scattate in occasione della tragedia del Rana Plaza.
Taslima Aktar, una fotografa freelance, ha ottenuto il terzo premio nella categoria notizie per la fotografia "Abbraccio finale" (Final embrace). È stata inoltre selezionata tra le 10 migliori immagini della rivista TIME nel 2013.
Rahul Talukder ha ottenuto il terzo premio nella categoria storie per la fotografia "Collasso del Rana Plaza" (Collapse of Rana Plaza).